# 1814

## أحداث
- تولي جابر بن عبد الله الصباح حكم الكويت.
- بداية الحرب الإنجليزية النيبالية في 1814 والتي انتهت في 1816.
- وقوع الحرب السويدية النرويجية 1814 بداية من 26 يوليو 1814 إلى 14 أغسطس 1814.
- 30 مارس - دخول بريطانيا مع بقية دول الحلفاء إلى باريس بعد هزيمة نابليون بونابرت.
- ثورة بركان مايون بالفلبين أدى إلى مقتل 2000 شخص.
- 17 أكتوبر - وقوع حادثة فيضان البيرة في لندن.

## مواليد
- آندرز أنجستروم
- تارس شفشنكو
- صمويل كولت
- عبد الله الثاني الصباح
- فرديناندو بيو روزليني
- ميخائيل باكونين
- وليام بيغلر
- وليام هنري هاريسون روس

### يوليو
- 17 يوليو - أمانز غريسلي، إحاثي وجيولوجي سويسري من مؤسسي علم وصف طبقات الأرض الحديث وعلم البيئة القديمة.

### أغسطس
- 10 أغسطس - هنري نستله، صناعي سويسري ومؤسس ماركة نستله العالمية.

## وفيات
- عبد الله بن صباح بن جابر الصباح
- الإمبراطورة جوزفين
- برناردين دي سان بيير
- بنيامين طومسون
- جوهان جوتليب فيخته
- حمودة باي
- ماثيو فليندرز
- ماركيز دي ساد